# 毛山黧豆
毛山黧豆（学名：Lathyrus palustris ssp. pilosus）为豆科香豌豆属下的一个亚种。